# 中井町立井ノ口小学校
中井町立井ノ口小学校（なかいちょうりつ いのくちしょうがっこう）は、神奈川県足柄上郡中井町井ノ口にある公立小学校。

## 沿革
- 1873年（明治6年）6月 - 井ノ口村米倉寺に「誠成館」設置[1]。
- 1880年（明治13年） - 「神奈川県足柄上郡公立井之口学校」に改称[1]。
- 1886年（明治19年） - 「足柄上郡井之口村立尋常井ノ口小学校」に改称[1]。
- 1901年（明治34年） - 「神奈川県足柄上郡尋常高等井ノ口小学校」に改称[1]。
- 1908年（明治41年） - 「神奈川県足柄上郡尋常井ノ口小学校」に改称[1]。
- 1923年（大正12年） - 「神奈川県足柄上郡井ノ口尋常小学校」に改称、関東大震災により校舎の一部を残し全壊する[1]。
- 1941年（昭和16年） - 「神奈川県足柄上郡中井村井ノ口国民学校」に改称[1]。
- 1947年（昭和22年） - 「神奈川県足柄上郡中井村立井ノ口小学校」に改称[1]。
- 1958年（昭和33年） - 町制施行により、「神奈川県足柄上郡中井町立井ノ口小学校」に改称[1]。
- 1973年（昭和48年） - 開校100周年記念式典[1]。